# District de Simunjan
Le district de Simunjan (malais : Daerah Simunjan) est un district administratif de l'État malaisien du Sarawak, qui fait partie de la Division de Samarahan. La capitale du district est dans la ville de Simunjan.

### Liens connexes
- Districts de Malaisie